# Marc Kushner
Marc Kushner (27 september 1977) is een Amerikaans architect, ondernemer en auteur. Hij is partner van de architectuurfirma Hollwich Kushner (HWKN) in New York en medeoprichter en directeur van Architizer, een online platform voor architectuur.

## Opleiding
Kushner is de zoon van Lee Kushner en makelaar Murray Kushner; hij groeide op in een modern joods-orthodox gezin in Livingston, New Jersey. Na zijn eindexamen studeerde Kushner aan de Universiteit van Pennsylvania, waar hij een bachelor in politieke wetenschappen en hedendaagse architectuur behaalde. Hij vervolgde zijn opleiding aan de Harvard Graduate School of Design en behaalde daar een master architectuur.

## Prijzen
- 2012 - MoMA PS1 Young Architects Program
- 2015 - OHNY Honoree

- Biblioteca Nacional de España: XX5623957
- Gemeinsame Normdatei: 1076598242
- International Standard Name Identifier: 0000 0004 4738 8938
- Library of Congress Control Number: no2015040092
- Nationale Bibliotheek van Tsjechië: xx0204955
- Nationale Bibliotheek van Israël: 987007423516605171
- Nederlandse Thesaurus van Auteursnamen: 395398886
- Système universitaire de documentation: 19329270X
- Virtual International Authority File: 315189725
- WorldCat: E39PBJpv4dWGgryMMvrKMyRFrq